# Silometopoides
Genre
Synonymes
- Orientopus Eskov, 1992

Silometopoides est un genre d'araignées aranéomorphes de la famille des Linyphiidae.

## Distribution
Les espèces de ce genre se rencontrent zone holarctique.

## Liste des espèces
Selon World Spider Catalog (version 16.5, 28/11/2015) :
- Silometopoides asiaticus (Eskov, 1995)
- Silometopoides koponeni (Eskov & Marusik, 1994)
- Silometopoides mongolensis Eskov & Marusik, 1992
- Silometopoides pampia (Chamberlin, 1949)
- Silometopoides pingrensis (Crosby & Bishop, 1933)
- Silometopoides sibiricus (Eskov, 1989)
- Silometopoides sphagnicola Eskov & Marusik, 1992
- Silometopoides tibialis (Heimer, 1987)
- Silometopoides yodoensis (Oi, 1960)

## Publication originale
- Eskov, 1990 : New monotypic genera of the spider family Linyphiidae (Aranei) from Siberia: Communication 2. Zoologičeskij Žurnal, vol. 69, no 1, p. 43-53.